# Lac Thereau
Lac Thereau är en sjö i Kanada.   Den ligger i regionen Nord-du-Québec och provinsen Québec, i den östra delen av landet, 700 km norr om huvudstaden Ottawa. Lac Thereau ligger 336 meter över havet. Arean är 79 kvadratkilometer. Den sträcker sig 21,4 kilometer i nord-sydlig riktning, och 18,5 kilometer i öst-västlig riktning.
Trakten runt Lac Thereau består huvudsakligen av våtmarker. Trakten runt Lac Thereau är nära nog obefolkad, med mindre än två invånare per kvadratkilometer.